# Lommersdorf
Lommersdorf is een plaats in de Duitse gemeente Blankenheim (Ahr), deelstaat Noordrijn-Westfalen, en telt 613 inwoners.